# Kolej Risten – Lakvik
Risten – Lakviks Järnväg (RLJ) – muzealna kolej wąskotorowa w Szwecji kursująca z Lakvik w regionie Östergötland, o rozstawie szyn 600 mm. Kursuje na dwukilometrowym fragmencie dawnej kolei Norsholm – Västervik – Hultsfreds (NVHJ).

## Historia

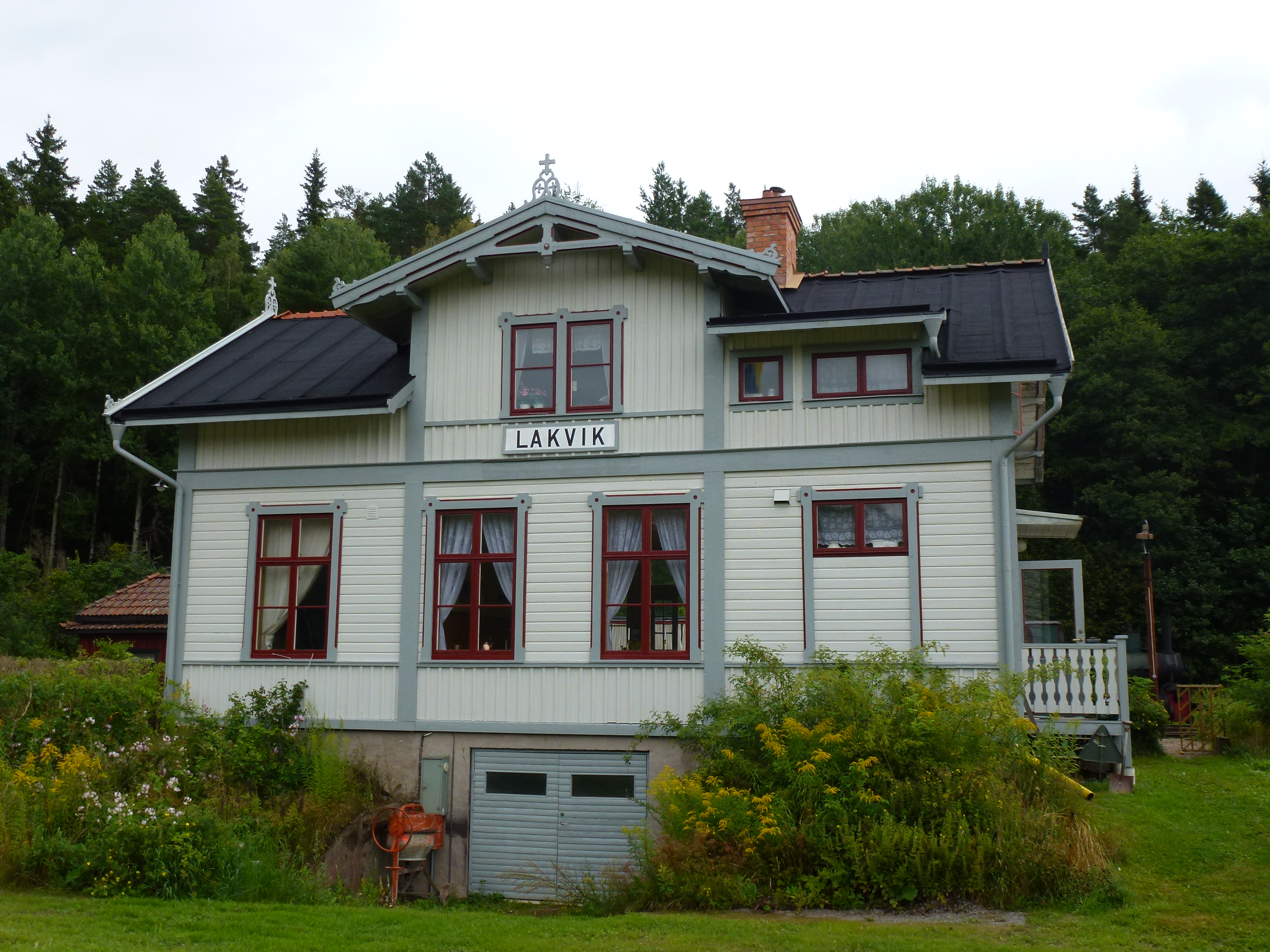
Stacja w Lakvik

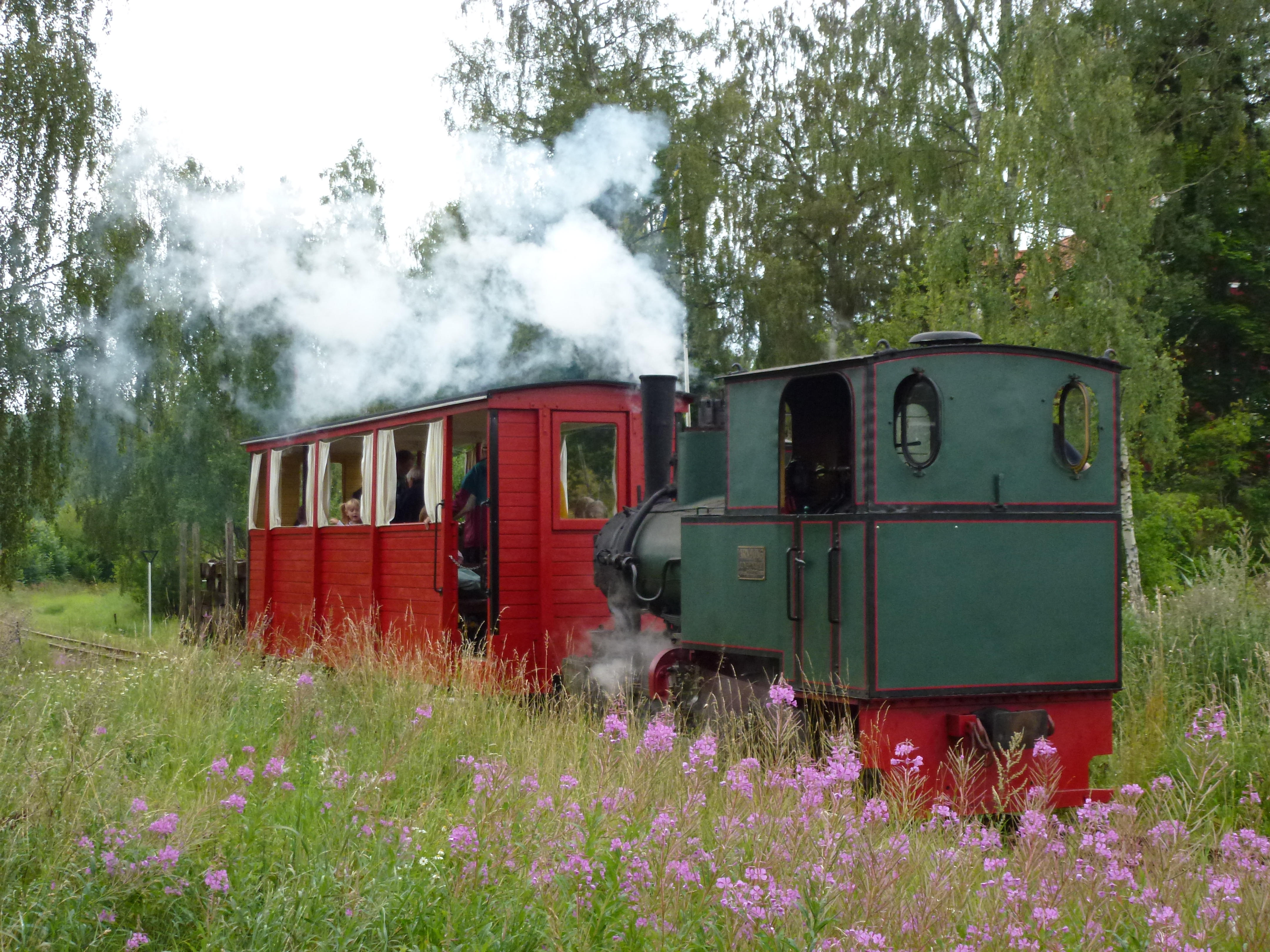
Pociąg na trasie

Budowę linii wąskotorowej Norsholm – Bersbo o rozstawie szyn 891 mm rozpoczęto w kwietniu 1877 roku, a otwarto ją 20 listopada 1878 roku. Służyła między innymi do transportu węgla drzewnego z okolicznych lasów do zakładów wielkopiecowych w Finspång. Stała się częścią sieci kolei Norsholm – Västervik – Hultsfreds (NVHJ), która została znacjonalizowana 1 lipca 1949 roku. Jej eksploatację zakończono około 1964 roku, po czym tory rozebrano.
W 1971 roku część nieruchomości kolei w rejonie Lakvik o długości 3,6 km została zakupiona za 21 tys. koron przez udziałowców małej prywatnej kolei leśnej Oxkullens Lokala Järnväg (OLJ), uruchomionej pod koniec lat 60. Utworzone zostało następnie stowarzyszenie kolei muzealnej Museiföreningen Risten – Lakviks Järnväg, które przystąpiło do odbudowy kolei na starym podtorzu, tym razem o szerokości 600 mm, wraz z infrastrukturą towarzyszącą. Do 1974 roku nabyto cztery lokomotywy, w tym dwa parowozy. Ruch na kolei muzealnej został otwarty 7 sierpnia 1976 roku.
Rozbudowa kolei jednak postępowała powoli, w miarę środków, i dopiero od 1982 roku wprowadzono jeden letni wagon, większy od dotychczas używanych. W 1987 roku kolei otrzymała od kolei szwedzkich SJ budynek stacyjny z Bersbo, przeniesiony do Lakvik, zastępując w roli stacji dotąd używany prywatny budynek. Od 1994 roku po budowie przejazdu drogowego na południe od Lakvik pojawiła się możliwość rozbudowy toru na południe. W 1999 roku zainaugurowano ruch trakcją parową. Od 2002 roku prowadzono prace nad budową połączenia z Risten oraz stacji w tej miejscowości. Dopiero 13 sierpnia 2011 roku pociąg osiągnął stację Risten, a odcinek ten został oficjalnie otwarty 27 czerwca 2012 roku z udziałem władz lokalnych regionu Östergötland. W 2013 roku został wprowadzony drugi wagon letni oraz kolej nabyła trzeci parowóz Lakvik. W 2014 roku przystąpiono do budowy szlaku do Pålstorp.
Kolej kursuje na linii długości ok. 2 km, jednakże w planach jest dalsza rozbudowa (stan na 2024 rok). Kursy rozkładowe prowadzone są tylko podczas części weekendów w sezonie letnim (w 2024 roku od 6 lipca do 11 sierpnia i jeden weekend we wrześniu). Zwykle pociągi są ciągnięte przez lokomotywy parowe, ale podczas suszy używa się lokomotyw spalinowych. Prowadzone są także pociągi na zamówienie.

## Tabor
| Nazwa              | Układ osi  | Zdjęcie  | Producent, numer/rok                        | Uwagi, źródło                    |
| Parowozy           | Parowozy   | Parowozy | Parowozy                                    | Parowozy                         |
| ------------------ | ---------- | -------- | ------------------------------------------- | -------------------------------- |
| RLJ 1 K G Kindgren | B (0-2-0T) |          | Ljunggrens Verkstads, Kristianstad, 37/1919 | nabyta w 1974, w 2024 w remoncie |
| RLJ 2 A.Dahl       | B (0-2-0T) |          | A. Jung, 1925                               | [ 2 ]                            |
| RLJ 3 Lakvik       | B (0-2-0T) |          | Maffei, 1925                                | [ 2 ]                            |

Ponadto kolei RLJ posiada około 10 lokomotyw spalinowych i elektrycznych oraz dwie lokomotywy na sprężone powietrze.